# Velké Petrovice
Velké Petrovice település Csehországban, Náchodi járásban. Velké Petrovice Žďár nad Metují, Stárkov, Vysoká Srbská, Bezděkov nad Metují, Česká Metuje, Hronov és Police nad Metují településekkel határos. Lakosainak száma 414 fő (2024. január 1.).

## Népesség
A település lakosságának változását az alábbi diagram mutatja:
| Lakosok száma | 839  | 845  | 727  | 573  | 399  | 370  | 408  | 421  | 414  | 414  |
|               | 1869 | 1890 | 1921 | 1950 | 1980 | 2001 | 2017 | 2019 | 2022 | 2024 |